# Octavio Bellmunt
Octavio Bellmunt y Traver (Avilés, 1845 - Gijón, 8 de octubre de 1910) fue un médico, escritor, fotógrafo y músico asturiano.

## Biografía
Nace en Avilés en donde inicia sus estudios que luego le llevarán a estudiar el bachillerato en Oviedo. Una vez obtenido el bachiller se traslada a Madrid matriculándose en la Facultad de Medicina. Acaba la carrera finalmente en la Facultad de Medicina de Barcelona. Una vez concluidos los estudios, en 1869, se instala en Gijón en donde abre una clínica médica especializada en partos y enfermedades de la matriz. Consiguió buena fama como tocólogo y fue médico de les cigarreres, como se conocía a las empleadas de la Fábrica de Tabacos de Gijón. En 1891 realizó la segunda ovariectomía practicada en Asturias, en la que se extirpó un tumor de 14 kilos.
Fue profesor en el Instituto Jovellanos, miembro de la Sociedad Antropológica de Madrid, instituto médico de Barcelona y de la Academia de Medicina Pública e Higiene Profesional de París. También destacó como un gran fotógrafo y como violinista. Ejerció de presidente del Casino de Gijón.
Políticamente, formó parte del Partido Republicano Progresista, en el que fue tesorero, vocal y representante para el comité provincial.
Falleció el 8 de octubre de 1910, siendo su entierro un acontecimiento reseñable en el Gijón de la época.
El 2 de noviembre de 1933, el Ayuntamiento de Gijón decidió que la calle anteriormente llamada Tejedor pasara a llamarse Doctor Bellmunt. También tiene una calle dedicada en Oviedo. 

## Obra
- «Asturias (Su historia y monumentos)», 1895. Escrita en cooperación con Fermín Canella Secades.
- «Guía del viajero en Asturias» (1899).

## Distinciones
Entre otras distinciones recibió la de la Real Academia de la Historia, de la Real Academia de Bellas Artes de San Fernando y de la de Medicina.